# Bokwina sandersoni
Genre
Espèce
Bokwina sandersoni, unique représentant du genre Bokwina, est une espèce d'opilions laniatores de la famille des Cosmetidae.

## Distribution
Cette espèce est endémique du Belize.

## Description
Le mâle holotype mesure 3,2 mm et la femelle paratype 3,2 mm.

## Étymologie
Cette espèce est nommée en l'honneur d'Ivan T. Sanderson.

## Publication originale
- Goodnight & Goodnight, 1947 : « Phalangida from Tropical America. » Fieldiana, Zoology, vol. 32, no 1, p. 1–58 (texte intégral).